# 亞歷山大一世 (塞琉古帝國)
亞歷山大一世·巴拉斯， ，巴拉斯是他即位前的舊名，他的王室名是亞歷山大，王室崇拜稱號是「神子·施惠者」（Theopator Euergetes），在前152年—前145年8月之間是塞琉古帝國巴西琉斯。儘管他宣稱是塞琉古王族但有關他出身很模糊，許多古代歷史學家都否決他的王室血統，他在塞琉古帝國的敵手帕加馬王國扶持下，他在前152年率領傭兵於腓尼基登陸，向當時的國王德米特里一世爭奪王位，引發塞琉古內戰。在雇傭兵和帝國境內不滿德米特里一世統治的派系幫助下，他在前150年擊敗德米特里，統治整個帝國。亞歷山大一世與托勒密埃及結盟，並娶托勒密六世的女兒克麗奧佩脫拉·特婭為王后。
在他的統治之下，塞琉古帝國持續在東部喪失領土，甚至重要的行省如米底亞（Media）都丟給日漸茁壯的安息帝國。在前147年前任國王德米特里一世之子德米特里二世向他宣稱王位，引發另一輪塞琉古內戰。亞歷山大一世的同盟托勒密六世打著支援的名義進入腓尼基和柯里敘利亞，占領這些城市，隨後埃及國王背棄亞歷山大，改換陣營協助德米特里二世。在奧諾帕魯斯河戰役中亞歷山大一世率領的大軍遭到托勒密六世擊敗，最終在兵敗逃亡中被殺。

## 身世和前往羅馬

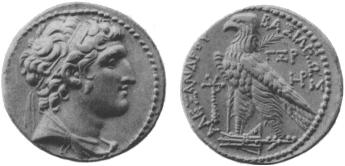
亞歷山大·巴拉斯的銀幣，上面以希臘文 ΒΑΣΙΛΕΩΣ ΑΛΕΧΑΝΔΡΟΥ 即「國王亞歷山大的」之意，另外 ΓΞΡ 為163，指的是塞琉古紀年第163年，大約為公元前150–149年.

亞歷山大舊名巴拉斯，他宣稱是國王安條克四世和王后勞迪絲四世的兒子，有權繼承塞琉古王朝王位。但當時希臘歷史學家波利比烏斯和後來的西西里的狄奧多羅斯卻說這是假的，認為他和其姐妹勞迪絲原本是出身士麥那的低下階級，但因為波利比烏斯在羅馬的時候曾與身為羅馬人質的塞琉古王子德米特里一世成為好友，而德米特里一世是亞歷山大一世的敵人，因此波利比烏斯可能使用偏剖的資料來描述亞歷山大的身世。對於是否這位面貌很像安條克四世的亞歷山大一世是國王的兒子？或只是敵人的宣傳是平民之子？現代學者們對此沒有統一意見。
根據西西里的狄奧多羅斯的記載，塞琉古帝國德米特里一世起初引發卡帕多奇亞王國內戰，導致卡帕多奇亞國王阿里阿拉特五世流亡。帕加馬王國國王阿塔羅斯二世是阿里阿拉特的好友，對此心神相當不安，因此阿塔羅斯先注意到這位與安條克四世很像的亞歷山大·巴拉斯，帕加馬國王準備依樣畫葫蘆扶持他當上塞琉古王位。現代學者Boris Chrubasik對此段記載表示懷疑，並認為帕加馬王國在後來的塞琉古內戰中很少有幫亞歷山大出力的證據。然而另一位學者則出示大量錢幣證據，說明當時的阿塔罗斯王朝治下的許多城市的造幣廠大量發行錢幣，認為這是阿塔羅斯二世給與亞歷山大資金援助，要來幫助他打贏內戰。
儘管一開始獲得阿塔羅斯二世的重視，但亞歷山大的力量和可信度還是不夠。之前塞琉古前任國王安條克四世與他的廷臣提馬克斯和赫拉克利德斯的兄弟有著密切的交情，隨著德米特里一世奪取王位後，開始清算安條克四世的臣子，米底亞總督提馬克斯自立為王造反後，兵敗被殺，赫拉克利德斯也逃離塞琉古宮廷。阿塔羅斯二世把亞歷山大轉送往奇里乞亞，在前153年赫拉克利德斯與亞歷山大·巴拉斯在那裡相會，赫拉克利德斯透過自己的影響力帶著亞歷山大·巴拉斯和他的姐妹勞迪絲前往羅馬。亞歷山大·巴拉斯在羅馬元老院前試圖證明自己是安條克四世之子，並請求羅馬人協助他取回父親的王位。加上赫拉克利德斯這位安條克四世時廷臣的證詞，羅馬人並沒有否認亞歷山大·巴拉斯的身世，並且認定他有合法性，允許他可以設法奪回塞琉古王位。

## 與德米特里一世內戰 （前152年-前150年）

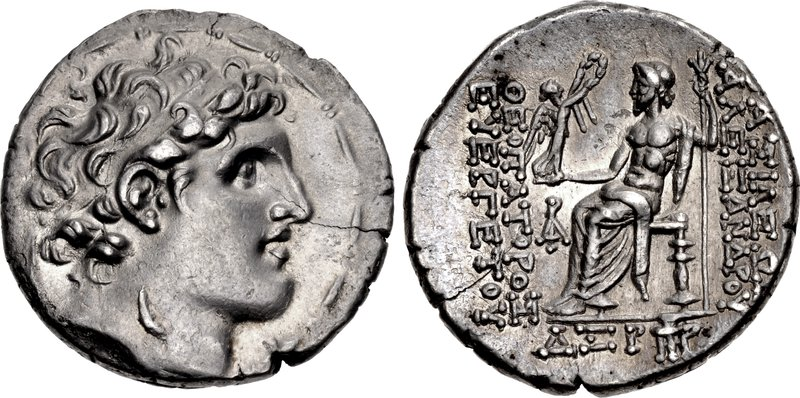
亞歷山大一世的錢幣，希臘銘文寫著ΒΑΣΙΛΕΩΣ ΑΛΕΧΑΝΔΡΟΥ，即「國王亞歷山大的」之意，用希臘符號ΔΞΡ表示164，代表塞琉古紀年164年，為公元前149年-前148年之間.

亞歷山大和赫拉克利德斯在小亞細亞以弗所招兵買馬，聚集了一支雇傭兵，並從那裡帶兵乘艦隊出發，走海路往巴勒斯坦沿海重鎮托勒邁斯·阿卡前進，順利奪得這座城市，發起塞琉古帝國內戰。從錢幣學的證據顯示在前151年時，亞歷山大一世已經控制塞琉西亞·佩里亞（Seleucia Pieria）、比布魯斯、貝魯特、泰爾等城市。在這些前幣上亞歷山大一世強調宣傳他與安條克四世的連結，在他的錢幣背面採用之前安條克四世使用過的宙斯·尼刻佛勒斯（Zeus Nicephorus）像，同時他自己神化崇拜的稱號採用「神子」（Theopator）來對應安條克四世的神化稱號「顯赫神」（Theos Epiphanes）。不僅如此，他的錢幣上同樣把自己比擬為亞歷山大大帝的樣子，有著明顯相似的面部特徵和飄髮，透過模仿亞歷山大大帝來對他的士兵強調自己在戰場上勇氣和勝利即將到來。
除了有帕加馬的幫忙，托勒密埃及托勒密六世也支援亞歷山大進行內戰，因托勒密厭惡德米特里一世。在國內，亞歷山大一世和德米特里一世互相拉攏支持者到己方陣營，如猶地亞實力派領袖約拿單·亞腓斯原先接受德米特里的條件，後來亞歷山大給予他塞琉古宮廷內高位和耶路撒冷大祭司的職稱，約拿單·亞腓斯隨即挑反到亞歷山大陣營。在獲得約拿單·亞腓斯和他手下刻苦的猶太士兵之支持，亞歷山大一世在前150年7月發起一場決定性會戰，此戰他取得大勝，德米特里一世戰死。隨著德米特里敗亡，到了9月的時候塞琉古帝國全境都承認亞歷山大一世是合法的國王。

## 與托勒密埃及同盟

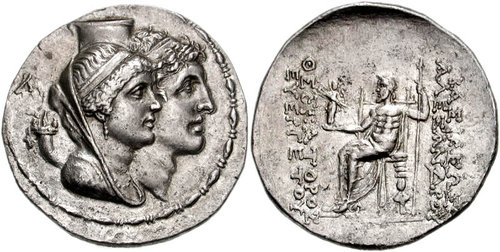
紀念亞歷山大一世和克麗奧佩脫拉·特婭的錢幣.

當亞歷山大一世攻佔德米特里的首都安條克城時，他的大臣阿摩尼阿斯（Ammonius）殺了王后勞迪絲五世和其子安提柯，也殺了德米特里的所有庭臣。托勒密埃及托勒密六世決定與亞歷山大結盟，並把女兒克麗奧佩脫拉·特婭嫁給他，雙方的婚禮舉行在亞歷山大當初登陸的濱海城市托勒邁斯·阿卡。托勒密六世和約拿單·亞腓斯都親自出席了這次大典，亞歷山大趁這個機會給予約拿單很大的殊榮，並讓約拿單為猶地亞的掌權者從屬自己。為了宣傳這場婚禮，亞歷山大發行了特別的錢幣版本，正面為克麗奧佩脫拉·特婭和亞歷山大一世肩並肩的側面像，旁邊有著神器丰裕之角和卡拉索斯瓶。比較特殊的是王后克麗奧佩脫拉·特婭的肖像是在亞歷山大之前，她佔據錢幣的主要位置，這在塞琉古帝國錢幣或希臘化時代錢幣上相當少見，通常在國王和王后並列的錢幣中都是國王在前，代表地位較高。因此一些學者從錢幣顯示，認為克麗奧佩脫拉·特婭的支配地位高於亞歷山大，其大臣阿摩尼阿斯可能是托勒密六世的代理人，因此亞歷山大一世或許只是比傀儡好一點。然而其他學者認為錢幣上王后居主要位置僅是強調宣傳與托勒密埃及聯盟的重要性，對於亞歷山大一世的地位是過度解讀。

## 帝國東部崩潰
同時，塞琉古帝國在東部上部行省（Upper Satrapies）的統治現在岌岌可危，安息帝國米特里達梯一世趁著塞琉古歷經內戰後元氣大傷之時入侵裏海濱的希爾卡尼亞，攻佔了它，隨後立即入侵米底亞行省，於前148年中時奪取這塊地區。差不多同時，波西斯（Persis）和埃利邁斯（Elymais）兩地的當地貴族建立獨立政權，他們很快就被迫臣服安息帝國。安息的攻勢相當快速，在前147年的時候安息軍隊已經叩關在巴比倫尼亞門前了，該地是塞琉古帝國核心之一，兩座首都之一的塞琉西亞就落在該地。
文獻中並沒有記載到亞歷山大一世對瀕臨崩潰的帝國東部做出什麼拯救措施，古代的歷史學家對他充滿敵意且評價低下，說他沉迷放蕩的生活以至於對安息的入侵沒有做出什麼反制動作。不像早期塞琉古諸王們他們會親自率軍到帝國東方行省防禦安息人來保衛疆土，他反而把大權都交給兩位將軍狄奧多特和伊厄拉斯（Hierax）去管理，這兩人僅關心自己的利益。或許文獻上這些描述都受到亞歷山大一世的敵人的宣傳影響，但確實在亞歷山大主政時帝國的力量和財富以可見的速度衰弱。

## 再次內戰與第七次敘利亞戰爭

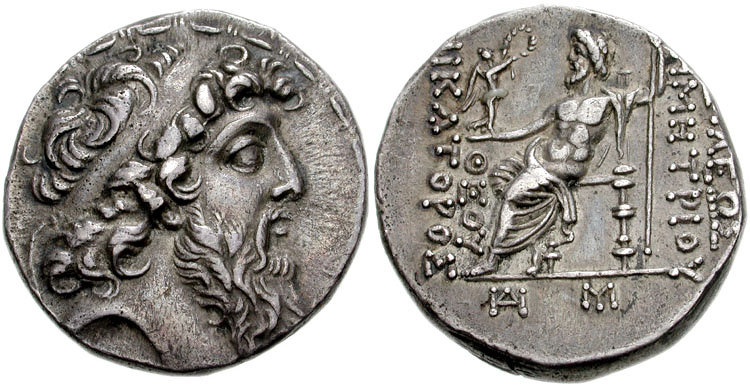
德米特里二世的錢幣

在前147年上半前任塞琉古國王德米特里一世之子德米特里二世返回境內宣佈要奪取王位為父報仇，並帶著拉斯特涅斯（Lasthenes）所領導的雇傭軍進軍奇里乞亞。同時柯里敘利亞總督阿波羅尼奧斯也帶著整個行省叛變到德米特里陣營，他率軍威嚇亞歷山大的屬國猶地亞領導人約拿單·亞腓斯改變旗幟，卻慘遭約拿單擊敗，約拿單隨後攻占雅法、阿什杜德。因亞歷山大一世率軍在奇里乞亞忙著應付德米特里二世的攻勢，對於約拿單他大力獎賞。前145年托勒密六世打著幫助亞歷山大的名義開始從南方進軍巴勒斯坦、柯里敘利亞，在亞歷山大不知情的允許下，沿海的塞琉古城市都落入托勒密軍隊的控制。
當他進軍至托勒邁斯·阿卡時，托勒密六世宣稱亞歷山大有敵意。根據羅馬時期猶太歷史學家弗拉維奧·約瑟夫斯的描述，托勒密在阿卡發現亞歷山大的大臣阿摩尼阿斯企圖謀殺自己，於是他要求亞歷山大一世需把阿摩尼阿斯處死，這遭到亞歷山大拒絕，約瑟夫斯認為托勒密六世一開始是真誠想幫助亞歷山大，直到此時才開始憤而轉向。然而另一份文獻馬加比一書則是說托勒密六世從遠征一開始就是為了幫助德米特里二世，之前都是偽裝的口號。無論如何，當連重要城市塞琉西亞·佩里亞（Seleucia Pieria）也落在托勒密六世的手裡後，托勒密六世解除女兒的婚姻，並把克麗奧佩脫拉·特婭再婚給德米特里二世，正式宣布與亞歷山大一世開戰並轉支持德米特里二世，托勒密還在這些敘利亞城市發行自己的錢幣。
托勒密六世的攻勢非常順利，甚至負責守衛帝國首都安條克城的亞歷山大·巴拉斯軍隊大將狄奧多特和伊厄拉斯都獻城投降。亞歷山大一世帶著大軍從奇里乞亞返回敘利亞，與托勒密六世和德米特里二世的聯軍於奥诺帕鲁斯河戰役展開決戰，戰前亞歷山大讓人護送自己年幼的兒子安條克去阿拉伯人首領扎布迪爾·迪奥克勒斯（Zabdiel Diocles）那裡避難。此戰托勒密埃及聯軍大勝，亞歷山大兵敗準備逃亡阿拉伯納巴泰與扎布迪爾會合，隨即被殺。其他文獻沒有提到他怎麼死的，但西西里的狄奧多羅斯提到亞歷山大一世死於兩位自己軍官的背叛。最終亞歷山大一世的首級被帶到托勒密六世面前，因為托勒密六世也在戰場上受了重傷，五日後也傷重不治去世。
扎布迪爾持續照顧亞歷山大的孩子安條克六世，直到前145年時將軍狄奧多特擁立他為王為止，狄奧多特扶持安條克六世作為傀儡國王存在，繼續與德米特里二世內戰。到了前130年德米特里二世第二次統治時，一位來歷不明的人宣稱是亞歷山大一世之子，向德米特里發起王位爭奪戰，是為亞歷山大二世。
到了後世，在1747年時音樂家韓德爾創作了一部神劇《亞歷山大·巴勒斯》（Alexander Balus），以亞歷山大一世為名。

## 外部連結
- Alexander Balas （页面存档备份，存于）, article in historical sourcebook by Mahlon H. Smith

| 亞歷山大一世 (塞琉古帝國) 塞琉古王朝出生于：?逝世於：前145年 | 亞歷山大一世 (塞琉古帝國) 塞琉古王朝出生于：?逝世於：前145年 | 亞歷山大一世 (塞琉古帝國) 塞琉古王朝出生于：?逝世於：前145年 |
| ------------------------------------------------------------ | ------------------------------------------------------------ | ------------------------------------------------------------ |
| 前任者： 德米特里一世                                        | 塞琉古國王 前150年–前145年                                   | 繼任者： 德米特里二世 和 安條克六世                          |